# Khadija Ryadi
Khadija Ryadi (tiếng Ả Rập: خديجة الرياضي; sinh năm 1960 tại Taroudant)  là một nhân quyền, nhà hoạt động nữ quyền người Maroc và cựu  Chủ tịch Hiệp hội Morocco cho Nhân quyền (AMDH). Vào tháng 12 năm 2013, cô đã giành được giải thưởng của Liên hợp quốc trong lĩnh vực nhân quyền.
Ryadi tốt nghiệp kỹ sư thống kê và làm việc tại Bộ Tài chính Ma-rốc. Cô là thành viên của đảng chính trị Annahj Addimocati.